# Effet Mura
 (janvier 2019).
Pour les articles homonymes, voir Mura.
Un effet Mura (du japonais むら, mura, signifiant « inégal », « irrégulier ») est un défaut de luminosité dans les écrans LCD. On parle aussi parfois de clouding en anglais.
Chaque écran est en effet différent des autres dans une même série. Les effets Mura les différencient.
Il existe plusieurs types d'effet Mura : le large halo flow, la tache large et nette, le spot sombre et le spot clair. Ces défauts, bien que visibles et très répandus, sont rarement remarquables au premier abord. Il suffit de se placer bien en face du centre de l'écran, et de fixer ensuite un coin du moniteur pour voir des variations de teinte. Ils apparaissent le plus souvent à cause d'une pression derrière l'écran ou d'une dalle de mauvaise qualité.